# بردلی گلدبرگ
بردلی گلدبرگ (انگلیسی: Bradley Goldberg؛ زادهٔ ۲۰ اکتبر ۱۹۹۳) بازیکن فوتبال اهل بریتانیا است.
از باشگاه‌هایی که در آن بازی کرده‌است می‌توان به باشگاه فوتبال چارلتون اتلتیک، باشگاه فوتبال بریستول راورز، باشگاه فوتبال داگنم و ردبریج، باشگاه فوتبال بروملی، و باشگاه فوتبال هاستینگز یونایتد اشاره کرد.